# فيلي روذرفورد
فيلي روذرفورد (بالإنجليزية: Willie Rutherford)‏ هو لاعب كرة قدم أسترالي، ولد في 19 يناير 1945 في Lochgelly ‏ في المملكة المتحدة، وتوفي في 24 أكتوبر 2010 في برث في أستراليا. شارك مع منتخب أستراليا لكرة القدم. أما مع النوادي، فقد لعب مع نادي إيست فيف.

## وصلات خارجية
- فيلي روذرفورد على موقع ناشيونال فوتبول تيمز (الإنجليزية)